# Henry von Heiseler
Henry von Heiseler (* 23. Dezember 1875 in Sankt Petersburg; † 25. November 1928 im Haus Vorderleiten in Brannenburg) war ein deutscher Schriftsteller, Dramatiker und Übersetzer. Er gehörte zum George-Kreis.

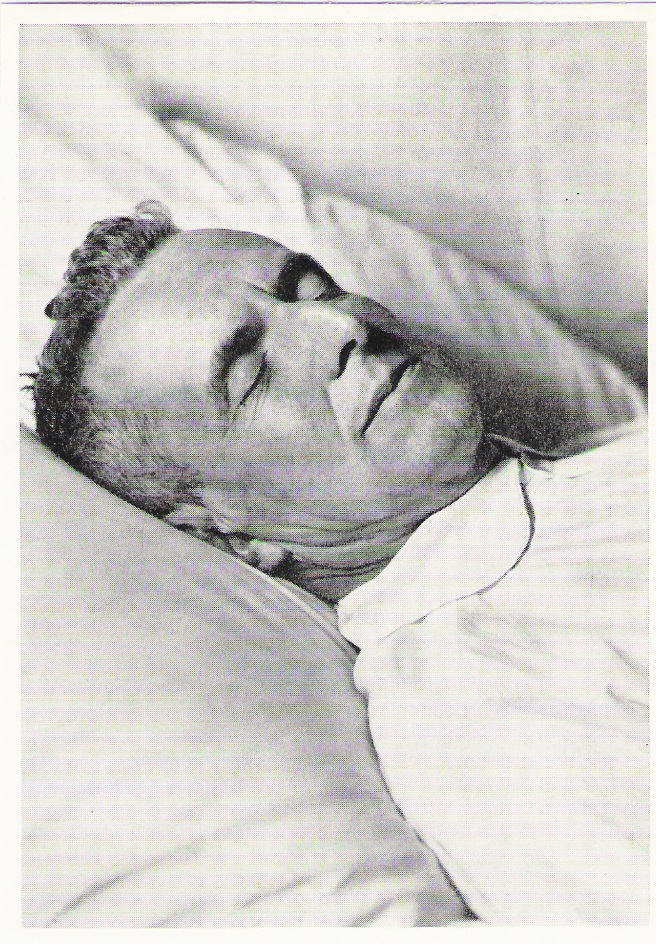
Henry von Heiseler auf dem Totenbett, 1928

## Leben
Henry war der älteste von vier Söhnen einer deutschen, seit mehreren Generationen in Russland ansässigen Familie. In Haus und Schule wurde Deutsch gesprochen. Er besuchte die historisch-philologische Fakultät der Petersburger Universität. 1897 legte er nach seinem Dienst als Einjährig-Freiwilliger das Offiziersexamen ab und wurde Reserveoffizier eines russischen Dragoner-Regiments.
1898 ging Henry von Heiseler nach München, um als Volontär bei dem Gründer der Münchener Rückversicherung Carl von Thieme einzutreten. Im Sommer 1899 heiratete er dessen zweitälteste Tochter Emy (1873–1960). Das Paar wohnte zunächst in München, wo 1900 ihr Sohn Erik geboren wurde († 1937). Ihre Wohnung ließen sie sich von Hermann Obrist in modernstem Stil ausstatten. 1906 mieteten sie das große alte Haus Vorderleiten, das zum Ort Brannenburg im Inntal gehört. Dort wurde 1907 der Sohn und spätere Schriftsteller Bernt von Heiseler geboren. Henry kaufte das Haus 1911 mit Mitteln, die sein Vater in Petersburg zur Verfügung stellte, und ließ es umbauen. „Wärme, Vertrauen, edelste Häuslichkeit, freundlichste Menschenliebe und reife reiche Geistigkeit ... Welch ein Haus! Welch ein Hausherr!“ schreibt Johannes von Guenther in seiner Einleitung zu Henry von Heiseler. Aus dem Nachlass (1929).

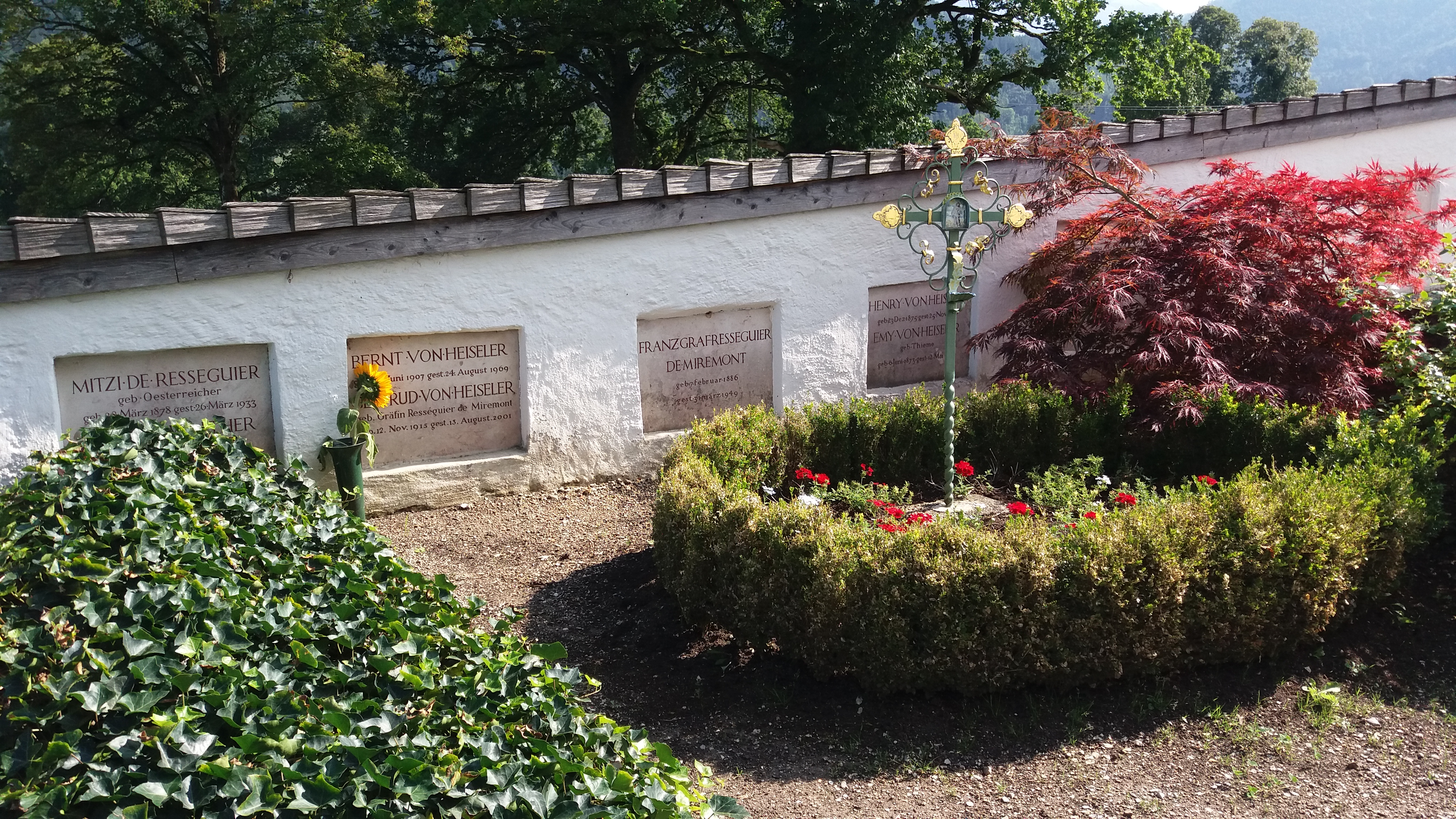
Grabstätte Familie von Heiseler, Kirchhof St. Margarethen (Brannenburg)

Bei einem Aufenthalt 1914 bei den Eltern in Russland, diesmal anlässlich der Beerdigung seines Vaters Paul und mit Frau und Kindern, wurde er als russischer Untertan zum Dienst als Offizier im Heer des Zaren zwangsverpflichtet. Seine Frau brachte die Söhne 1915 nach Schweden, von wo aus sie weiter nach Deutschland gelangten. Sie selbst blieb bis 1916 in Russland bei ihrem Mann. 1917 entging er dem Schicksal anderer zaristischer Offiziere, die erschossen wurden, da die Soldaten, bei denen er beliebt war, ihn zum Bataillonskommandeur wählten. Heiseler wurde für die Rote Armee remobilisiert und im Sommer 1921 vom Dienst freigestellt. Nach dem Tod der Mutter und der Brüder gelang ihm an Bord eines deutschen Schiffes die Flucht, wobei er trotz mehrfacher Durchsuchung des Schiffes der Entdeckung und damit dem Tod entging. Am 2. September war er wieder in Vorderleiten bei Frau und Söhnen.
1923 nahm er Boris, Tamara und Kira, die Kinder seines Bruders Erich, der im Juni 1915 gefallen war, bei sich auf. Sie wuchsen zusammen mit seinem Sohn Bernt von Heiseler, dem späteren Schriftsteller, auf. Die Frau Erichs, Nadeschda von Heiseler, blieb in Russland und starb später an den Folgen der Leningrader Blockade. Tamara (1911–1979), später die Mutter von Johannes Henrich von Heiseler, war als einzige bei ihrem Onkel Henry, als er nach kurzer Krankheit am 25. November 1928, noch nicht ganz 53-jährig, in Vorderleiten starb.

## Werke
- 1903 Einzelreden. Frühe Gedichte(1933).
- 1906 Peter und Alexéj, Drama (1912; 26. Februar 1913 Uraufführung in Leipzig).
- 1907 Die Rückkehr der Alkestis, Dramatisches Märchen nach Euripides.
- 1909 Die magische Laterne, Märchenhaftes Lustspiel (1919).
- 1910 Die jungen Ritter von Sempach, Drama (1930).
- 1915 Verse. Ein Buch Fragmente und Anderes (1935).
- 1916 Grischa, Trauerspiel (1919).
- 1916 Der Begleiter, Erzählung (1919).
- 1921 Marginalien.
- 1922 Die drei Engel, Gedichtsammlung (1926).
- 1923 Die Kinder Godunofs, Drama (1929).
- 1923 Der junge Parzival, Spiel (1927).
- 1923 Die Nacht des Hirten, Spiel (1927).
- 1925 Erlebtes aus Sowjetrussland, Aufzeichnung.
- 1926 Wawas Ende, Erzählung (zuerst in Nachlass 1929, dann 1933).
- 1928 Legenden der Seele, Gedichtkreis (1933).
- 1928 Stefan George, zu Stefan Georges 60. Geburtstag (1933)
- – Iskender, Dramenfragment (1935).
- – Die Werbung, Dramenfragment (1936).
- – Der verlorene Witold, Komödie, unvollendet.

Übersetzungen
- William B.Yeats, Irische Schaubühne, deutsch von Henry von Heiseler, München o. V. 1933.
- Alexander S. Puschkin, Sämtliche Dramen, deutsch von Henry von Heiseler, Hans von Weber, München 1935.
- Russische Erzähler. Erzählungen von Turgeniew, Dostojewski und Ljesskow, deutsch von Henry von Heiseler, Karl Rauch, Leipzig 1939.
- Wenceslas Iwánow, Tantalos. Tragödie, deutsch von Henry von Heiseler, Karl Rauch, Dessau 1940.
- Nikolai Ljessków, Das Schreckgespenst. Das Tier, deutsch von Henry von Heiseler, mit Zeichnungen von Karl Wernicke, Karl Rauch Dessau und Leipzig 1940.

Ausgaben
- Henry von Heiseler. Aus dem Nachlass. Mit der Totenmaske des Dichters und einem Vorwort von Johannes von Guenther. Gesellschaft der Bücherfreunde zu Chemnitz, 1929.
- Gesammelte Werke. Herausgegeben von Bernt von Heiseler, 3 Bände, Karl Rauch, Leipzig 1937/1938,
- Sämtliche Werke. Herausgegeben von Bernt von Heiseler, Dünndruckausgabe in einem Band: Lambert Schneider, Heidelberg 1965 (ergänzt gegenüber der Ausgabe 1937/1938).
- Ausgewählte Werke. Herausgegeben von Bernt von Heiseler. Karl Rauch, Bad Salzig und Düsseldorf 1949.
- Zwischen Deutschland und Russland. Briefe 1903–1928. Lambert Schneider Heidelberg 1969.